# Angelusklok

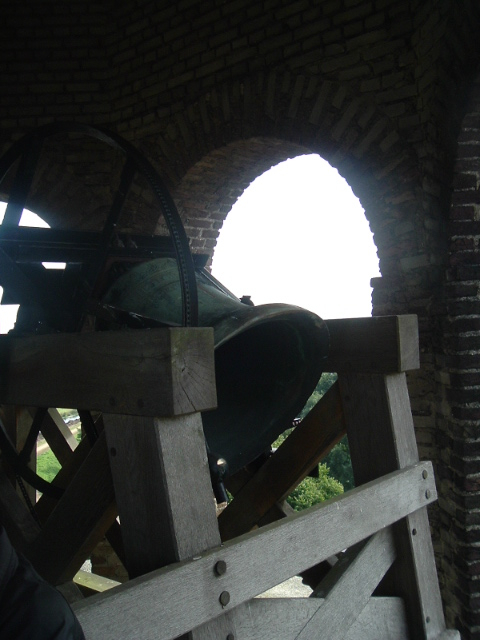
Angelusklok

De angelusklok is de kleinste klok van het gelui (aantal klokken) van een rooms-katholiek kerkelijk gebouw en heeft de hoogste toon ervan. De klok bevindt zich soms in de vieringtoren die dan ook wel 'angelustoren' wordt genoemd. Hij begeleidt het angelusgebed door te slaan en bij het slotgebed te luiden.
De angelusklok werd vroeger dagelijks geluid om 6 uur 's morgens, op het middaguur en om 6 uur 's avonds. Dat waren de tijden waarop rooms-katholieken werden opgeroepen om het Engel des Heren (ofwel het Angelus) te bidden. 's Avonds om 9 uur luidde nog de papklok ten teken dat het tijd was om nog wat te eten en dan naar bed te gaan.
In  de Oude Kerk in Amsterdam werd najaar 2006 de angelusklok in ere hersteld nadat hij bij de Alteratie in 1578 was weggehaald. De nieuwe klok is 77 cm hoog, heeft een diameter van 77 cm en weegt 287 kg. Deze angelusklok is geschonken door een der klokkenluiders. Aanleiding was het 700-jarig bestaan van de Oude Kerk, het oudste gebouw van de hoofdstad.